# 阿末马斯兰
拿督斯里阿末马斯兰（1966年4月30日—），马来西亚政治人物，为巫统党员，现任工程部副部长，以及笨珍区国会议员。曾任財政部副部长。
2021年9月29日，高庭宣判阿末马斯兰没向内陆税收局申报从前首相纳吉·阿都拉萨获得200万令吉的洗黑钱控状，以及向马来西亚反贪污委员会提供假口供的两项控状皆不成立，获得无罪释放。

## 政治生涯
自2008年马来西亚大选以来，阿末马斯兰代表国民阵线当选为柔佛笨珍的国会议员，之後他曾担任马来西亚財政部副部长和首相署副部长。2018年马来西亚第十四届大选，阿邁德馬斯蘭继续连任该议席；同年6月30日，他获选为巫统最高理事会成员。2020年3月12日，他受任巫统总秘书一职，取代已入阁担任联邦直辖区部长的安努亚慕沙。2021年1月5日，接替安努亚慕沙的国阵总秘书职位，兼任全民共识国阵代表总秘书。

## 争议事件

### 没有申报政治献金及给假口供
2020年1月21日，阿末马斯兰因没有申报从前首相纳吉·阿都拉萨得到200万令吉支票，以及向马来西亚反贪污委员会给假口供，在2001年反洗黑钱和反恐融资法令（AMLATFPUAA）下被提控。
阿末马斯兰涉嫌于2014年4月30日收取前首相纳吉的大马伊斯兰银行200万令吉支票，抵触2001年反洗黑钱、反恐怖主义融资及非法活动收益法令第4（1）（a）条文。 以及在2019年7月4日下午2时45分至下午3时30分，在反贪会首录口供时，给予假口供。阿末马斯兰否认罪状，并向高庭法院申请撤销地庭法院对他的诉讼，于8月14日被高庭驳回其申请，案件继续进行司法审讯。12月18日，阿末马斯兰第三次要求申请撤销地庭法院对他的洗黑钱和给予假口供的诉讼，但被大马总检察署驳回。
2021年9月29日，吉隆坡高等法院宣判，阿末玛斯兰在缴付罚款后无罪释放。法官阿末沙利尔·末哈莫（Ahmad Shahrir Mohd Salleh）解释，在阿末玛斯兰同意缴付总额110万令吉的罚单，而控方也撤回他的2项控状后作出上述判决。阿末玛斯兰也不会再面对相同的控状，因为他已经接受罚单献议，以及缴清上述罚单。阿末玛斯兰与代表律师解释，和解过程是通过透明的程序依法进行，而和解过程与任何政治因素无关。主控官慕克扎尼（Mohd Mukhzany Fariz Mohd Mokhtar）副检察司解释，阿末马斯兰在被控两项控状前，就已接获罚单献议，但他最初并不同意缴付上述罚单。阿末玛斯兰的律师为他提呈陈情书，以及同意缴付110万令吉罚单后，反贪污委员会和总检察署同意他的陈情，同意此案被判假释（释放但不表示无罪）。

### 消费税发言
2015年4月29日，前首相马哈迪·莫哈末出席德国马来西亚工艺学院（GMI）活动后，在记者会上受媒体询问时讥讽近期频频针对消费税发言的阿末马斯兰，批评后者对财政似乎一窍不通。马哈迪认为，阿末马斯兰对消费税的解释，看起来更像是“行外人”，似乎是一个不了解消费税的人在讲解消费税：“我并不明白（消费税）...。至于他解释的（消费税），看起像是行外人。管理财政的人，似乎对财政一窍不通。”

### 大学教育与选举
2021年1月9日，阿末马斯兰在出席霹雳州巫统丹绒马林区部举办的网上论坛时捍卫巫统要求提前大选的立场，更表示只要受过大学教育或以上者，会明白为什么需要尽快大选，他也表示自己在电视节目上看见一名刨椰工人声称现在还不能大选，但他无法认同此说法，认为刨椰工人是以普通百姓身份受访，并不了解相关事宜，因为后者只有中学教育程度。此言论掀起争议，引来民主行动党秘书长林冠英的不满与抨击。阿末马斯兰之后于1月14日在推特公开道歉，并指无意侮辱或冒犯任何人。

## 选举成绩
| 年份 | 选区           | 候选人             | 候选人             | 得票数 | 得票率 | 竞选对手                     | 竞选对手                 | 得票数 | 得票率 | 总票数 | 多数票 | 投票率 |
| ---- | -------------- | ------------------ | ------------------ | ------ | ------ | ---------------------------- | ------------------------ | ------ | ------ | ------ | ------ | ------ |
| 2008 | 柔佛 P164 笨珍 |                    | 阿末马斯兰（巫统） | 23,121 | 70.48% |                              | 安努亚沙烈（人民公正党） | 8,677  | 26.45% | 32,806 | 14,444 | 75.83% |
| 2013 | 柔佛 P164 笨珍 | 阿末马斯兰（巫统） | 27,804             | 64.92% |        | 哈尼夫侯斯曼（人民公正党）   | 14,077                   | 32.87% | 42,831 | 13,727 | 86.30% |        |
| 2018 | 柔佛 P164 笨珍 | 阿末马斯兰（巫统） | 21,132             | 46.21% |        | 卡敏沙迪尼（人民公正党）     | 20,299                   | 44.39% | 46,683 | 833    | 84.00% |        |
| 2018 | 柔佛 P164 笨珍 | 阿末马斯兰（巫统） | 21,132             | 46.21% |        | 峇哈仑（伊斯兰党）           | 4,295                    | 9.40%  | 46,683 | 833    | 84.00% |        |
| 2022 | 柔佛 P164 笨珍 | 阿末马斯兰（巫统） | 23,201             | 40.81% |        | 依沙·阿都哈密（土著团结党）  | 17,448                   | 30.68% | 57,881 | 5,758  | 75.59% |        |
| 2022 | 柔佛 P164 笨珍 | 阿末马斯兰（巫统） | 23,201             | 40.81% |        | 沙兹万再纳（民主行动党）     | 15,901                   | 27.97% | 57,881 | 5,758  | 75.59% |        |
| 2022 | 柔佛 P164 笨珍 | 阿末马斯兰（巫统） | 23,201             | 40.81% |        | 嘉马鲁丁莫哈末（祖国斗士党） | 306                      | 0.54%  | 57,881 | 5,758  | 75.59% |        |

## 个人荣誉
- 马六甲：
  -  马六甲荣誉勋章（DMSM）—拿督（2009年）[23]
- 聯邦直轄區
  -  联邦直辖区斯里勋章（SMW）—拿督斯里（2018年）[24]